# Aeroportul Komatsu
Aeroportul Komatsu (IATA: KMQ, ICAO: RJNK) este un aeroport din Komatsu, Prefectura Ishikawa, Japonia ce deservește zona Prefectura Ishikawa. Aeroportul a fost tranzitat în 2023 de 1.409.689 de pasageri. A fost deschis în 3 aprilie 1953.
Situat la o altitudine de 7 m, aeroportul dispune de o singură pistă. Este operat de Prefectura Ishikawa.